# Енишский язык
Енишский язык или енишский жаргон — разновидность немецкого языка. На этом языке разговаривают ениши, особая этническая группа, представители которой живут преимущественно на территории Швейцарии. Имеет статус «языка без территориальной привязки». Данный жаргон испытал значительное влияние цыганского языка.

## Характеристика
Впервые упоминается в XVIII веке.
Жаргон основан на верхненемецких диалектах, испытал значительное влияние цыганского языка и идиша в плане лексики.